# 27 Canis Majoris
27 Canis Majoris (27 CMa), indicata anche EW Canis Majoris (EW CMa) nella nomenclatura delle stelle variabili, è un sistema stellare nella costellazione del Cane Maggiore, distante circa 1700 anni luce dal sistema solare

## Caratteristiche del sistema
La coppia di stelle in questo sistema fu risolta per la prima volta da W. S. Finsen nel 1953, e da allora la separazione visuale tra le due stelle è aumentata. Il sistema ha un periodo orbitale di circa 119 anni con un'eccentricità di 0,7 e un semiasse maggiore di 0,178″. La primaria di magnitudine 4,92, denominata componente A, è una stella Be di tipo spettrale B3 IIIpe. Sta ruotando rapidamente su se stessa a una velocità di 290 km/s, rispetto a una velocità critica di 389 km/s. La stella sembra essere una variabile Beta Cephei, con un periodo di pulsazione di 0,0919 giorni e un'ampiezza di magnitudine di 0,008.
La secondaria di magnitudine 5,39, componente B, è classificata come stella variabile di tipo Gamma Cassiopeiae. A causa della sua natura variabile, la luminosità del sistema varia dalla magnitudine +4,42 a +4,82.